# 名阪近鉄バス若森営業所
名阪近鉄バス若森営業所（めいはんきんてつバスわかもりえいぎょうしょ）は、岐阜県大垣市に所在する名阪近鉄バスの営業所。最寄りバス停留所は「若森車庫前」。主に大垣駅南口（大垣駅前バスのりば）を発着または経由する路線バスを担当する。

## 現行路線

### 一般路線
- ※は、地域間幹線系統として、国・岐阜県・自治体の補助を受ける[2]。
- ☆は、大垣市自主運行バス（大垣市が事業者に委託して運行）[3]。
- ★は、大垣市及び養老町自主運行バス（大垣市及び養老町が事業者に委託して運行）[3][4]。

#### 青柳線
- 大垣駅前 – 寺内町 – 若森車庫前 – 神鋼前 – バロー – イオンモール大垣 ☆

#### 赤坂線
- 総合庁舎 – 市民病院前 – 寺内町 – 大垣駅前 – 室本町 – 宿地 – 池尻 – 赤坂大橋 – 消防赤坂分署 ☆
- 総合庁舎 – 市民病院前 – 寺内町 – 大垣駅前 – 徳州会病院 – 宿地 – 池尻 – 赤坂大橋 – 消防赤坂分署 ☆

#### 綾里養北線
- 大垣駅前 – 寺内町 – 静里 – 綾野 – 栄町 – 蛇持 – ザ・ビック養老店 ★
- 大垣駅前 – 市民病院前 – 静里 – 綾野 – 栄町 – 蛇持 – ザ・ビック養老店 ★
  - 2021年（令和3年）4月1日に大垣多良線から名称変更。蛇持 – 牧田（上野）間を廃止。蛇持 – ザ・ビック養老店間を延伸。

#### 荒尾線
- 市民プール – 大井 – 市民病院前 – 寺内町 – 大垣駅前 – 室本町 – 宿地 – 福田町 – 荒尾 – 荒尾六丁目 – 青墓地区センター前 ☆
- 市民プロ – 大井 – 市民病院前 – 寺内町 – 大垣駅前 – 徳州会病院 – 宿地 – 福田町 – 荒尾 – 荒尾六丁目 – 青墓地区センター前 ☆
  - 2021年（令和3年）4月1日に西濃運輸前経由から大井経由に変更。
  - 2023年（令和5年）4月1日に荒尾六丁目 – 青墓地区センター前を延長。
  - 市民会館閉館に伴い、2024年（令和6年）4月1日に市民会館バス停を市民プールバス停に改称。

#### 荒崎線
- 大垣駅前 – 寺内町 – 静里 – 中曽根 – 長松 – 十六町 ☆
- 大垣駅前 – 寺内町 – 静里 – 西高前 – 長松 – 十六町 ☆
- 大垣駅前 – 市民病院前 – 静里 – 中曽根 – 長松 – 十六町 ☆

#### 稲葉線
- 大垣駅前 – 寺内町 – 静里 – 中曽根 – 長松 – 稲葉団地 ☆
- 大垣駅前 – 寺内町 – 静里 – 西高前 – 長松 – 稲葉団地 ☆
- 大垣駅前 – 市民病院前 – 静里 – 中曽根 – 長松 – 稲葉団地 ☆

#### 大垣大野線
- 総合庁舎 – 市民病院前 – 寺内町 – 大垣駅前 – 中川 – 三津屋 – 神戸町役場前 – 西濃厚生病院[5] – 道の駅パレットピアおおの[5] – 大野バスセンター ※

#### 大垣市民病院線
- 大垣駅前 – 大垣市民病院 – 大垣駅前
  - 2025年（令和7年）4月7日運行開始。
  - 車輛はワゴンタイプを使用し、大垣市民病院の正面玄関に乗り入れる。大垣市民病院の開院日のみ運行。
  - 交通系ICカードは使用できない。

#### 大垣市役所線
- 大垣駅前 – 大垣市役所
  - 2020年（令和2年）4月1日に運行開始。

#### 海津線
- 大垣駅前 – 寺内町 – 市民病院前 – 名神大垣 – 横曽根 – 笠郷 – 今尾 – 海津市役所 ※

#### 開発住宅線
- 大垣市役所 – 大垣駅前 – 楽田 – 北高東口 – 大島 – 開発（かいほつ）住宅前 ☆

#### 川並線
- 大垣駅前 – 藤江町 – 大井町 – 川並小前 – 川並今福 ☆

#### 岐垣線
- 若森車庫前 – スイトピアセンター – 室本町 – 大垣駅前 – 寺内町 – 市民病院前 – 鶴見 – 万石 – 結 – 墨俣 – 岐阜聖徳学園大学 ※
- 岐阜聖徳学園大学 – 岐阜流通センター南口
  - かつては岐阜バスが運行していたが、2007年（平成19年）10月1日に名阪近鉄バスに移管された。

#### キャンパス線
- 大垣駅北口 – 中川 – 三津屋 – 岐阜協立大学
- 大垣駅北口 – 中川 – 大垣女子短大前 - 大垣女子短大 – 岐阜協立大学
- 大垣駅北口 – 大垣女子短大 – 大垣女子短大前　※快速便
  - 岐阜協立大スクール線、大垣女子短大スクール線、女子短大線、大垣大野線（大垣市役所～岐阜協立大学系統）を統合し、2025年（令和7年）4月1日に開設。
  - ダイヤはA（岐阜協立大学及び大垣女子短期大学登校日）、B（岐阜協立大学登校日かつ大垣女子短期大学学休日）、C（岐阜協立大学学休日かつ大垣女子短期大学登校日）、D（岐阜協立大学及び大垣女子短期大学学休日）の4パターンがある。

#### 市民プール線
- 大垣駅前 – 市民病院前 – 西濃運輸前 – 市民プール
  - 2021年（令和3年）4月1日に「市民会館線」として運行開始。市民会館閉館に伴い、2024年（令和6年）4月1日に市民会館バス停を市民プールバス停に改称し、路線名を「市民プール線」に改称。

#### 関ケ原時線
- 関ケ原駅 – 牧田（上野） – 時 ☆
  - 2021年（令和3年）4月1日に関ケ原多良線から名称変更。牧田（上野）– 時を延長。

#### ソフトピア線
- 大垣駅前 – 三塚町 – 総合体育館 – ソフトピアジャパン
- 大垣駅前 – イオンタウン大垣 – 三塚町 – 総合体育館 – ソフトピアジャパン – 情報工房 – 中ノ江 – 小野 – 東町 – 波須 – 中ノ江 – 情報工房 – ソフトピアジャパン – 総合体育館 – 三塚町 – イオンタウン大垣 – 大垣駅前
  - 2023年（令和5年）4月1日に三城循環系統（ソフトピアジャパン – 情報工房 – 中ノ江 – 小野 – 東町 – 波須 – 中ノ江 – 情報工房 – ソフトピアジャパン）を運行開始。東町停留所を移設し、従来のソフトピアジャパン – 和合口 – 東町を廃止。

#### 大商スクール線
- 大垣駅前 – 大商前

#### 羽島線
- 総合体育館 – 三塚 – 大垣駅前 – 寺内町 – 市民病院前 – 総合庁舎口 – 小泉 – 安八町役場 – 岐阜羽島駅 ※

#### 若森車庫線
- 若森車庫前 – スイトピアセンター – 室本町 – 大垣駅前
  - 2025年（令和7年）4月1日運行開始。

#### 輪之内線
- 大垣駅前 – 寺内町 – 市民病院前 – 名神大垣 – 横曽根 – 福束 – 輪之内文化会館 ※

#### 輪之内羽島線
- 輪之内文化会館 – イオンタウン輪之内 – 五反郷 – 岐阜羽島駅

### 一般路線（季節運転）

#### 大垣伊吹山線
- 大垣駅前 – 垂井口 – 関ヶ原駅 – ドライブウエイ口 – 伊吹山
  - 7月13～19日の土日祝日及び7月20日～8月31日の毎日運転。
  - 2016年（平成28年）まで一般路線車両が使用されていたが、2017年（平成29年）より貸切車両に運賃箱等を設置の上運転している。
  - 2019年（令和元年）7月1日改正まで7月1日～14日・9月1日～10月1日の土日祝日及び7月15日～8月31日の毎日運転であった。

#### 大垣競輪場線
- 大垣駅前 – 競輪場前
  - 大垣競輪開催日のみ運転される。

#### 大垣野口線
- 大垣駅前 – 寺内町 – 静里 – 綾野 – 野口（宝光院）
- 毎年2月3日に開催される野口宝光院はだか祭りにあわせ運転される。

#### 大垣宮代線
- 大垣駅前 – 寺内町 – 静里 – 中曽根 – 長松 – 南宮大社前
  - 毎年1月1日～3日のみ運転される。

### 受託路線

#### 不破高校スクール線
- 垂井駅南口 – 不破高校前[6]
  - 中部運輸局の資料では「垂井町コミュニティバス」と明記されている[6]。

#### 地域バス
- 上石津地域コミュニティバス（大垣市上石津町）
- 青墓地域コミュニティバス（大垣市青墓地域）

#### コミュニティバス・デマンドバス
- 輪之内町コミュニティバス（安八郡輪之内町）
- 輪之内町デマンドバス（安八郡輪之内町）
- 養老町オンデマンドバス（養老郡養老町）

## 廃止路線
- 養老公園線
  - 養老駅 – 公園口 – 大悲閣前 – 養老公園
  - 1998年（平成10年）廃止。
  - 4月1日～5月31日及び10月1日～11月30日まで毎日運行されていた。

- 横曽根橋線（海津線）
  - 大垣駅前 – 市民病院前 – 名神大垣 – 横曽根橋
  - 2002年（平成14年）12月1日廃止。

- 揖斐高原スキー場線
  - 大垣駅前 – 近鉄揖斐駅 – 揖斐高原スキー場
  - 2004年（平成16年）12月20日廃止。

- 南濃線
  - 大垣駅前 – 市民病院前 – 池辺農協前 – 奥条（駒野）
  - 2007年（平成19年）4月1日廃止。

- 荒尾線
  - 大垣駅前 – 宿地 – 荒尾 – 稲葉団地
  - 2007年（平成19年）4月1日廃止。

- 日吉線
  - 大垣駅前 – 養老橋 – 安久
  - 2008年（平成20年）10月1日廃止。

- 大垣関ケ原線
  - 大垣駅前 – 関ケ原駅 – 西今須
  - 2009年（平成21年）廃止。

- 大垣揖斐線
  - 大垣駅前 – 池田温泉
  - 大垣市役所・大垣駅前 – 池田町役場
  - どちらも2010年（平成22年）10月1日廃止。

- 輪之内北部羽島線（里経由）
  - 輪之内文化会館 – 里 – イオンタウン輪之内 – 岐阜羽島駅
  - 2010年（平成22年）10月1日廃止。五反郷経由の路線は輪之内羽島線に路線名変更された。

- 輪之内南部線
  - 輪之内文化会館 – 下大榑 – 仁木小前 – 藻池口 – 輪之内文化会館
  - 2010年（平成22年）10月1日廃止。

- 北高スクール線
  - 大垣駅前 – 北高前
  - 2014年（平成26年）4月1日廃止。

- 木曽三川公園線
  - 大垣駅前 – 平田庁舎 – 海津市役所 – 海津温泉（チューリップ祭り開催期間中の土曜日、日曜日運転）
  - 2017年（平成29年）廃止[7]。

- にしみのライナーリレーバス
  - 海津平田支所 - お千代保稲荷 - ザ·ビッグ輪之内 - 安八
  - 安八で高速バスのにしみのライナーに接続する路線。2022年（令和4年）7月1日運行開始。2024年（令和6年）3月31日廃止。
- 安八穂積線
  - 安八温泉 – 安八町役場 – 墨俣北 – プラント６口 – 朝日大学北 – 穂積駅前
  - 2018年（平成30年）4月1日に運行開始[8]。2024年（令和6年）9月30日廃止[9]。